# Вежхуцин-Крулевський
Вежхуцин-Крулевський (пол. Wierzchucin Królewski, нім. Wiershütten) — село в Польщі, у гміні Короново Бидґозького повіту Куявсько-Поморського воєводства.
Населення — 591 особа (2011).

## Демографія
Демографічна структура станом на 31 березня 2011 року:
|          | Загалом | Допрацездатний вік | Працездатний вік | Постпрацездатний вік |
| -------- | ------- | ------------------ | ---------------- | -------------------- |
| Чоловіки | 307     | 66                 | 205              | 36                   |
| Жінки    | 284     | 52                 | 180              | 52                   |
| Разом    | 591     | 118                | 385              | 88                   |